# Andy Parrino
Andrew Parrino (né le 31 octobre 1985 à Brockport, New York, États-Unis) est un joueur de champ intérieur des Ligues majeures de baseball sous contrat avec les White Sox de Chicago.

## Carrière

### Padres de San Diego
Andy Parrino est repêché au 26e tour par les Padres de San Diego en 2007.
Il fait ses débuts dans le baseball majeur avec cette équipe le 26 août 2011. Il réussit son premier coup sûr dans les majeures le 28 août face à un lanceur des Diamondbacks de l'Arizona, Ian Kennedy.
Parrino est perçu comme un joueur d'utilité qui peut être employé tant au champ intérieur qu'au champ extérieur. Dans les ligues mineures, c'est au poste d'arrêt-court qu'il a disputé le plus grand nombre de matchs, mais il a aussi joué souvent à la position de joueur de deuxième but. Dès son premier séjour avec les Padres, l'équipe a fait appel à lui comme voltigeur ainsi que dans le rôle de frappeur suppléant. De plus, il est frappeur ambidextre.
Parrino dispute 24 parties avec San Diego en 2011. Le 28 août, il réussit aux dépens du lanceur Ian Kennedy des Diamondbacks de l'Arizona son premier coup sûr dans les majeures.
Il frappe le premier coup de circuit de sa carrière dans les majeures le 8 avril 2012 contre le lanceur Aaron Harang des Dodgers de Los Angeles. En 55 matchs avec les Padres en 2012, il frappe pour, 207 avec un circuit et six points produits.

### Athletics d'Oakland
Le 16 novembre 2012, les Padres échangent Parrino et le lanceur gaucher Andrew Werner aux Athletics d'Oakland contre le lanceur droitier Tyson Ross et le joueur de premier but des ligues mineures A. J. Kirby-Jones. Parrino joue 52 matchs sur 3 saisons à Oakland mais ne frappe que pour ,128 de moyenne au bâton.

### White Sox de Chicago
En décembre 2015, il rejoint les White Sox de Chicago.